# Afrikaanse mpox-epidemie
In september 2023 brak in Afrika een apenpokken (mpox)-epidemie uit. In augustus 2024 waren er al meer dan 17.000 gevallen gemeld, waarvan 517 met dodelijke afloop. De nieuwe variant is besmettelijker en gevaarlijker dan vorige varianten.

## Epidemiologie

### Uitbraak
In mei 2022 verklaarde de Wereldgezondheidsorganisatie (WHO) de apenpokkenuitbraak van 2022 een wereldwijde noodsituatie. De ziekte had 87.000 mensen geïnfecteerd en 140 doden veroorzaakt toen de Wereldgezondheidsorganisatie het jaar daarop een einde maakte aan de wereldwijde noodtoestand.
In september 2023 werd een subgroep van clade I van apenpokken geïdentificeerd in Kamituga, een mijnstad in Zuid-Kivu, Democratische Republiek Congo. In januari 2024 begon de apenpokken-epidemie in de Democratische Republiek Congo weer op te duiken. Op 30 juli 2024 trok de  Afrikaanse gezondheidsorganisatie (Africa CDC) aan de alarmbel, nadat mpox naar steeds meer Afrikaanse landen was verspreid. Kort nadien riep Afrika CDC hierover de “noodtoestand voor de volksgezondheid” uit. De Wereldgezondheidsorganisatie breidde dit op 14 augustus uit tot een gezondheidsnoodsituatie van internationaal belang.

### Situatie juli 2024
| Land                          | Gevallen | Overlijdens |
| ----------------------------- | -------- | ----------- |
| Democratische Republiek Congo | 13.791   | 450         |
| Centraal-Afrikaanse Republiek | 213      | 0           |
| Republiek Congo               | 146      | 1           |
| Kameroen                      | 35       | 2           |
| Nigeria                       | 24       | 0           |
| Zuid-Afrika                   | 22       | 3           |
| Burundi                       | 8        | 0           |
| Liberia                       | 5        | 0           |
| Ghana                         | 4        | 0           |
| Rwanda                        | 2        | 0           |
| Zweden                        | 1        | 0           |
| Totaal                        | 14251    | 456         |

### Landen met wijdverspreide besmettingen

#### Democratische Republiek Congo
In juli 2024 waren er 13.791 gevallen van apenpokken gemeld in de Democratische Republiek Congo, met 450 overlijdens.

#### Centraal-Afrikaanse Republiek
Op 30 juli 2024 heeft de Centraal-Afrikaanse Republiek een uitbraak van mpox in Bangui gemeld, nadat de ziekte eerder tot plattelandsgebieden was beperkt.

### Landen met beperkte lokale besmettingen
Dertien landen hebben gevallen van apenpokken gemeld, waaronder voor het eerst de Oost-Afrikaanse landen Burundi, Kenia, Rwanda en Oeganda.

### Zweden
De eerste besmetting met de gevaarlijke apenpokkenvariant clade 1b buiten Afrika werd op 15 augustus 2024 gemeld in Zweden, in de regio Stockholm. De patiënt, besmet in Afrika, is behandeld.

## Virologie
Mpox wordt veroorzaakt door het apenpokkenvirus. Het virus wordt overgedragen via nauw contact, besmette kleding, oppervlakken, het eten van besmet vlees en seksueel contact. In april 2024 identificeerden onderzoekers een nieuwe subgroep van clade I van mpox.

## Behandeling
In juni 2024 meldde Reuters dat de autoriteiten in de Democratische Republiek Congo twee vaccins hadden goedgekeurd: Jynneos, geproduceerd door Bavarian Nordic, en LC16, geproduceerd door KM Biologics.

## Reacties
Op 14 augustus 2024 riep de Wereldgezondheidsorganisatie de epidemie uit tot een wereldwijde noodsituatie.

### Uitdagingen
Lange tijd heeft geen enkele Afrikaanse regering mpox-vaccins goedgekeurd en de werkzaamheid ervan werd pas in juni 2024 door de Strategische Adviesgroep van Deskundigen bevestigd. In de Democratische Republiek Congo zijn er slechts twee laboratoria die mpox-polymerasekettingreactietesten kunnen uitvoeren. De minister van Volksgezondheid van de Centraal-Afrikaanse Republiek, Pierre Somse, verklaarde dat families besmette familieleden verborgen hielden uit angst gestigmatiseerd te worden.